# 雪胆
雪胆（学名：[Hemsleya chinensis] 错误：{{Lang}}：文本有斜体标记（帮助））为葫芦科雪胆属下的一个种。

## 扩展阅读
- 維基物種上的相關：雪胆